# Mario Ferrari
Pour les articles homonymes, voir Ferrari.
Mario Ferrari, né le 3 septembre 1894 à Rome, où il est mort le 28 juin 1974, est un acteur italien.

## Filmographie

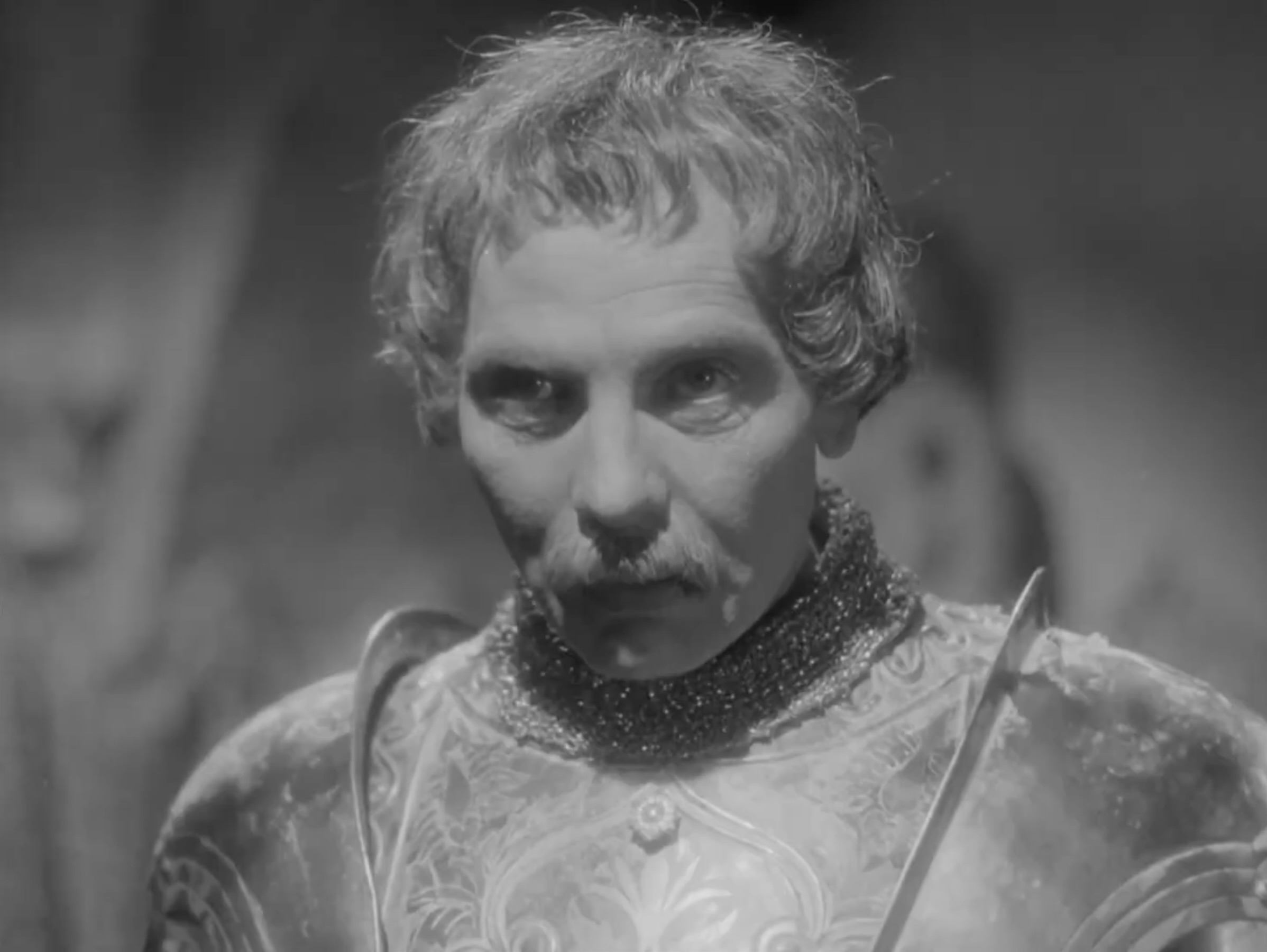
Mario Ferrari dans Ettore Fieramosca en 1938.

### Cinéma
- 1920 : Il Rosso e il nero
- 1920 : Il Milione
- 1920 : Castello dalle cinquantasette lampade
- 1921 : L'Isola scomparsa
- 1932 : La Table des pauvres (La Tavola dei poveri) d'Alessandro Blasetti : l'avocat Volterra
- 1932 : Le Palio de Sienne (Palio) d'Alessandro Blasetti : Bachicche
- 1933 : La Maestrina
- 1934 : Villafranca
- 1934 : La Città dell'amore
- 1934 : 1860 d'Alessandro Blasetti : Colonel Carini
- 1934 : La Dame de tout le monde (La Signora di tutti) : le producteur
- 1934 : L'impiegata di papà d'Alessandro Blasetti
- 1935 : Le Passeport rouge (Passaporto rosso) : Pablo Ramirez
- 1935 : Lorenzino de' Medici : Ser Maurizio
- 1936 : Re di denari d'Enrico Guazzoni : comte Fabrizio
- 1936 : Ce n'est pas une chose sérieuse (Ma non è una cosa seria)
- 1936 : La Cavalerie héroïque (Cavalleria) : Alberto Ponza
- 1936 : L'anonima Roylott
- 1936 : Una Donna fra due mondi
- 1937 : Regina della Scala : Candido Ponti
- 1937 : Le Capitaine de Florence (Condottieri) : Cesare Borgia
- 1938 : Luciano Serra, pilote (Luciano Serra pilota) : Le colonel Franco Morelli
- 1938 : Il conte di Bréchard : Socrate
- 1938 : Orgoglio : Il banchiere castoldi
- 1938 : Ettore Fieramosca : Graiano d'Asti
- 1939 : Il Cavaliere di San Marco : Daniele Orsenigo
- 1939 : Terra di nessuno : Pietro Gori
- 1939 : Traversata nera : Bruce Brook, le commissaire de bord
- 1939 : L'Apôtre du désert (Abuna Messias) : Abuna Atanasio
- 1940 : L'Ebbrezza del cielo : l'aviateur
- 1940 : L'Uomo della legione : Mario Ristorni
- 1940 : La Última falla : Juan José
- 1940 : Le Salaire du péché (La peccatrice) : Nino Bandelli, frère de Pietro
- 1940 : Piccolo alpino : le capitaine Lupo
- 1941 : Le Chevalier sans nom (Il Cavaliere senza nome) : l'ambassadeur
- 1941 : Il Vetturale del San Gottardo : Favre
- 1941 : Divieto di sosta
- 1942 : Giungla : le professeur Foster
- 1942 : Giarabub (it) : le capitaine Del Grande
- 1943 : La Storia di una capinera
- 1943 : Redenzione : le secrétaire du fascio
- 1943 : Tempesta sul golfo : Lord Winton
- 1943 : Quelli della montagna : le capitaine Piero Sandri
- 1945 : All'ombra della gloria : le commissaire de la police des Bourbons
- 1945 : I dieci comandamenti
- 1945 : La Carne e l'anima : Mattia, le père de Katrin
- 1946 : Confession dans la nuit (Vanità)
- 1947 : Le Prince rebelle (Il Principe ribelle)
- 1947 : L'Enfer des amants (Il cavaliere del sogno) : von Waldenburg
- 1947 : Le Diable blanc (Il Diavolo bianco) : prof. Ilya
- 1948 : I Cavalieri dalle maschere nere
- 1949 : Rondini in volo : gén. Artesi
- 1949 : Antonio di Padova
- 1950 : Strano appuntamento
- 1950 : Le Prince pirate
- 1950 : Le Capitaine noir (Il Capitano nero)
- 1950 : Bannie du foyer (Tormento) de Raffaello Matarazzo : avocat Bianchi
- 1950 : Femmes sans nom (Donne senza nome) : commandant du camp
- 1951 : Senza bandiera
- 1951 : Piume al vento
- 1951 : Virginité (Verginità) de Leonardo De Mitri
- 1952 : La Reine de Saba (La Regina di Saba) : Chaldis, grand prêtre de Sheba
- 1952 : Qui est sans péché ? (Chi è senza peccato...) : John Morresi
- 1952 : L'Île des passions (Menzogna) : père de Mariella
- 1952 : Fratelli d'Italia
- 1953 : Lulù de Fernando Cerchio : Monsieur Franchi
- 1953 : Nous... les coupables (Noi peccatori) : Rinaldi
- 1953 : Fille dangereuse (Bufere) de Guido Brignone
- 1953 : Le Sac de Rome (Il Sacco di Roma) de Ferruccio Cerio : évêque Ghiberti
- 1953 : Verdi (Giuseppe Verdi) de Raffaello Matarazzo : officier autrichien
- 1954 : Madonna delle rose d'Enzo Di Gianni
- 1955 : Il Conte Aquila de Guido Salvini
- 1957 : L'Angelo delle Alpi de Carlo Campogalliani
- 1962 : Conquérants héroïques (La Leggenda di Enea) de Giorgio Venturini : roi Latino
- 1966 : Moi, moi, moi et les autres (Io, io, io... e gli altri) d'Alessandro Blasetti

### Télévision
- 1963 : Delitto e castigo (TV)
- 1967 : Dossier Mata Hari (feuilleton TV)
- 1968 : Processi a porte aperte: Losey il bugiardo (TV)
- 1968 : La Freccia nera (feuilleton TV)
- 1969 : Oliver Cromwell: Ritratto di un dittatore (feuilleton TV) : Henry Vane
- 1973 : Lucien Leuwen de Claude Autant-Lara, (téléfilm en 4 parties) : Le marquis de Pontlevé
- 1974 : Moïse, les dix commandements (série TV) : Pharaon Ramses II
- 1977 : Sacco e Vanzetti (feuilleton TV)